# Liste der Biografien/Noc
Liste der Biografien |
Portal Biografien |
Personensuche
# |
A |
B |
C |
D |
E |
F |
G |
H |
I |
J |
K |
L |
M |
N |
O |
P |
Q |
R |
S |
T |
U |
V |
W |
X |
Y |
Z |
?
 
Na |
Nb |
Nc |
Nd |
Ne |
Nf |
Ng |
Nh |
Ni |
Nj |
Nk |
Nl |
Nm |
Nn |
No |
Nr |
Ns |
Nt |
Nu |
Nv |
Nw |
Nx |
Ny |
Nz
 
Noa |
Nob |
Noc |
Nod |
Noe |
Nof |
Nog |
Noh |
Noi |
Noj |
Nok |
Nol |
Nom |
Non |
Noo |
Nop |
Nor |
Nos |
Not |
Nou |
Nov |
Now |
Nox |
Noy |
Noz
Die Liste der Biografien führt alle Personen auf, die in der deutschsprachigen Wikipedia einen Artikel haben. Dieses ist eine Teilliste mit 73 Einträgen von Personen, deren Namen mit den Buchstaben „Noc“ beginnt.

## Noc

### Noca
- Nocandy, Méline (* 1998), französische Handballspielerin
- Nocar, Karel (* 1977), tschechischer Handballspieler
- Nocard, Edmond (1850–1903), französischer Tierarzt und Mikrobiologe

### Nocc
- Nocca, Pierre (1916–2016), französischer Bildhauer
- Nocchi, Bernardino (1741–1812), italienischer Maler

### Noce
- Noce, Robert H. (1914–1995), US-amerikanischer Mediziner
- Nocedal, Jorge, mexikanischer Mathematiker
- Nocella, Carlo (1826–1908), italienischer katholischer Theologe und Kardinal
- Nocent, Adrien (1913–1996), belgischer Benediktinermönch, Theologe und Liturgiker
- Nocentelli, Leo (* 1946), amerikanischer Fusion-Musiker (Gesang, Gitarre) und Songwriter
- Nocenti, Cyril (* 1982), französischer Skirennläufer
- Nocentini, Mario (1927–1984), monegassischer Fußballspieler
- Nocentini, Rinaldo (* 1977), italienischer Radrennfahrer
- Nocera, Daniel G. (* 1957), US-amerikanischer Chemiker
- Nocera, Paolo Maria (* 1985), italienischer Autorennfahrer
- Nocerino, Antonio (* 1985), italienischer Fußballspieler
- Noceti-Klepacka, Zofia (* 1986), polnische Windsurferin
- Nocetti, Gustavo (1959–2002), uruguayischer Tangosänger
- Nocetti, Salvador (1913–1986), argentinisch-chilenischer Fußballspieler

### Noch
- Noch, Franz (1886–1961), deutscher Polizeidirektor und Politiker (SPD)
- Noch, Jochen (* 1956), deutscher Schauspieler
- Noch, Philip (* 1989), deutsch-polnischer Basketballspieler
- Nochlin, Linda (1931–2017), amerikanische feministische Kunsthistorikerin
- Nocht, Bernhard (1857–1945), deutscher Tropenmediziner, erster Leiter des Bernhard-Nocht-Instituts für Tropenmedizin
- Nocht, Werner (1931–2013), deutscher Fußballspieler

### Noci
- Noci, Cristina (1949–2025), italienische Schauspielerin und Synchronsprecherin
- Nocifora, April (1968–2021), US-amerikanische Film- und Fernsehproduzentin
- Nocioni, Andrés (* 1979), argentinisch-italienischer Basketballspieler
- Nocita, Salvatore (* 1934), italienischer Regisseur, der vor allem für das Fernsehen arbeitete

### Nock
- Nock, Albert Jay (1870–1945), US-amerikanischer Soziologe und Journalist
- Nock, Arthur Darby (1902–1963), britischer Klassischer Philologe und Religionswissenschaftler
- Nock, Bello (* 1968), US-amerikanischer Clown
- Nock, Franz (* 1936), Schweizer Artist und Pferdedresseur
- Nock, Freddy (* 1964), Schweizer HochseilartistFreddy Nock (* 1964)

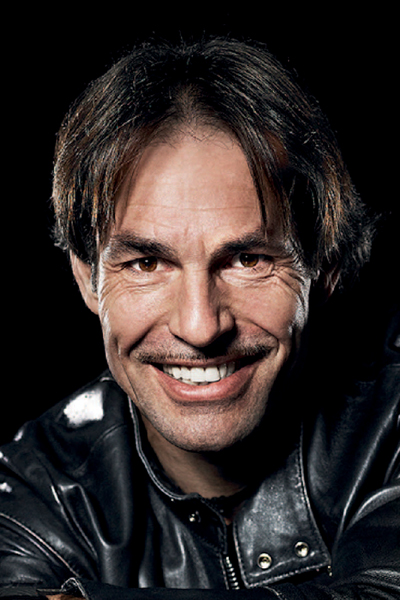
Freddy Nock (* 1964)

- Nock, Henry (1741–1804), britischer Büchsenmacher
- Nock, Mike (* 1940), neuseeländischer Jazzmusiker
- Nock, Pio (1921–1998), Schweizer Clown und Hochseilartist
- Nock, Robert (* 1971), englischer Badmintonspieler
- Nock, Thomas (* 1968), Schweizer Schauspieler
- Nocke, Daniel (* 1968), deutscher Drehbuchautor
- Nocke, Franz-Josef (* 1932), deutscher römisch-katholischer Theologe
- Nocke, Joachim (1942–2017), deutscher Rechtswissenschaftler
- Nocke, Peter (* 1955), deutscher Schwimmsportler
- Nockemann, Dirk (* 1958), deutscher Jurist, Verwaltungsbeamter und Politiker (Schill), MdHB
- Nockemann, Hans (1903–1941), deutscher Jurist und SS-Führer
- Nocken, Theodor (1830–1905), deutscher Landschaftsmaler
- Nocken, Willy E. (1919–1995), deutscher Maler
- Nöcker, Adolf (1856–1917), deutscher Architekt
- Nocker, Dirk (* 1966), deutscher Schauspieler, Ensemble des Wiener Burgtheaters (seit 1994)Dirk Nocker (* 1966)

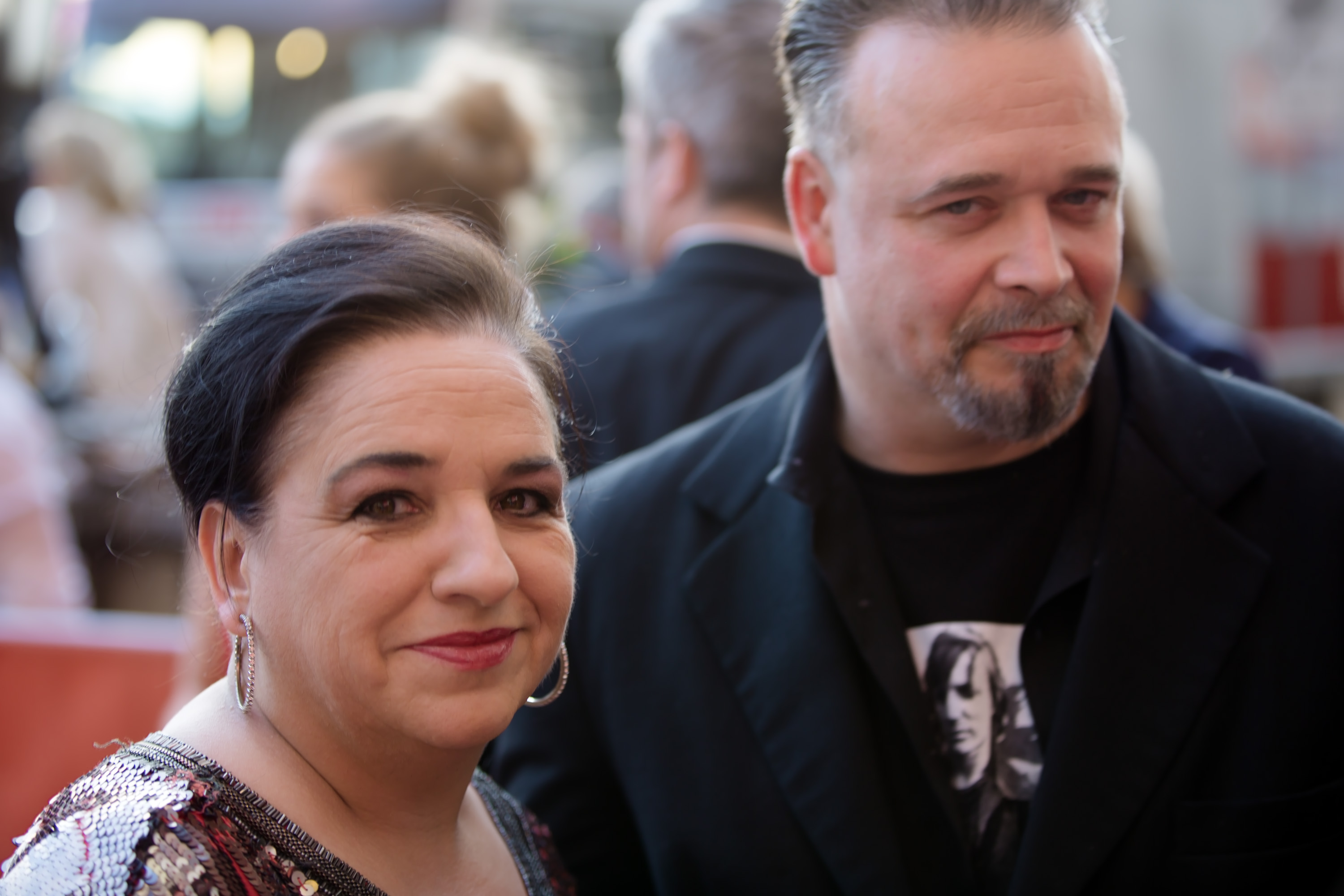
Dirk Nocker (* 1966)

- Nöcker, Gregor (* 1967), deutscher Jurist, Richter am Bundesfinanzhof
- Nocker, Hanns (1926–1992), deutscher Opernsänger (Tenor)
- Nöcker, Hans Günter (1927–2019), deutscher Opernsänger (Bass)
- Nocker, Hilde (1924–1997), deutsche Fernsehansagerin und Moderatorin
- Nöcker, Josef (1919–1989), deutscher Mediziner und Sportfunktionär
- Nöcker, Maik (* 1969), deutscher Moderator und Podcaster
- Nocker, Paula (* 1997), österreichische Schauspielerin
- Nocker, Peter (1823–1880), Bildhauer
- Nöcker, Peter (1928–2007), deutscher Rennfahrer
- Nöcker, Peter Franz (1894–1984), deutscher Architekt
- Nocker, Rudolf (* 1946), deutscher Nachrichtentechniker und Professor für Elektrotechnik an der Hochschule Hannover
- Nöckler, Bruno (1956–1982), italienischer Skirennläufer
- Nöckler, Dietmar (* 1988), italienischer Skilangläufer
- Nockolds, Stephen Robert (1909–1990), britischer Geochemiker und Petrograph vor allem von magmatischen Gesteinen

### Nocl
- NoClue (* 1985), US-amerikanischer Rapper

### Noco
- Nocona, Peta, indianischer Häuptling

### Nocq
- Nocquet, André (1914–1999), französischer Aikidō-Lehrer (8. Dan)

### Nocr
- Nocret, Jean (1615–1672), französischer Maler
- Nocret, Jean-Charles (1648–1719), französischer Maler

### Noct
- Nocturno Culto, norwegischer Metal-Musiker

### Nocu
- Noculak, Klaus (* 1937), deutscher Bildhauer
- Nocuń, Dagmara (* 1996), polnische Handballspielerin
- Nocun, Katharina (* 1986), deutsch-polnische Netzaktivistin, Bloggerin und ehemalige Politikerin (Piratenpartei)Katharina Nocun (* 1986)

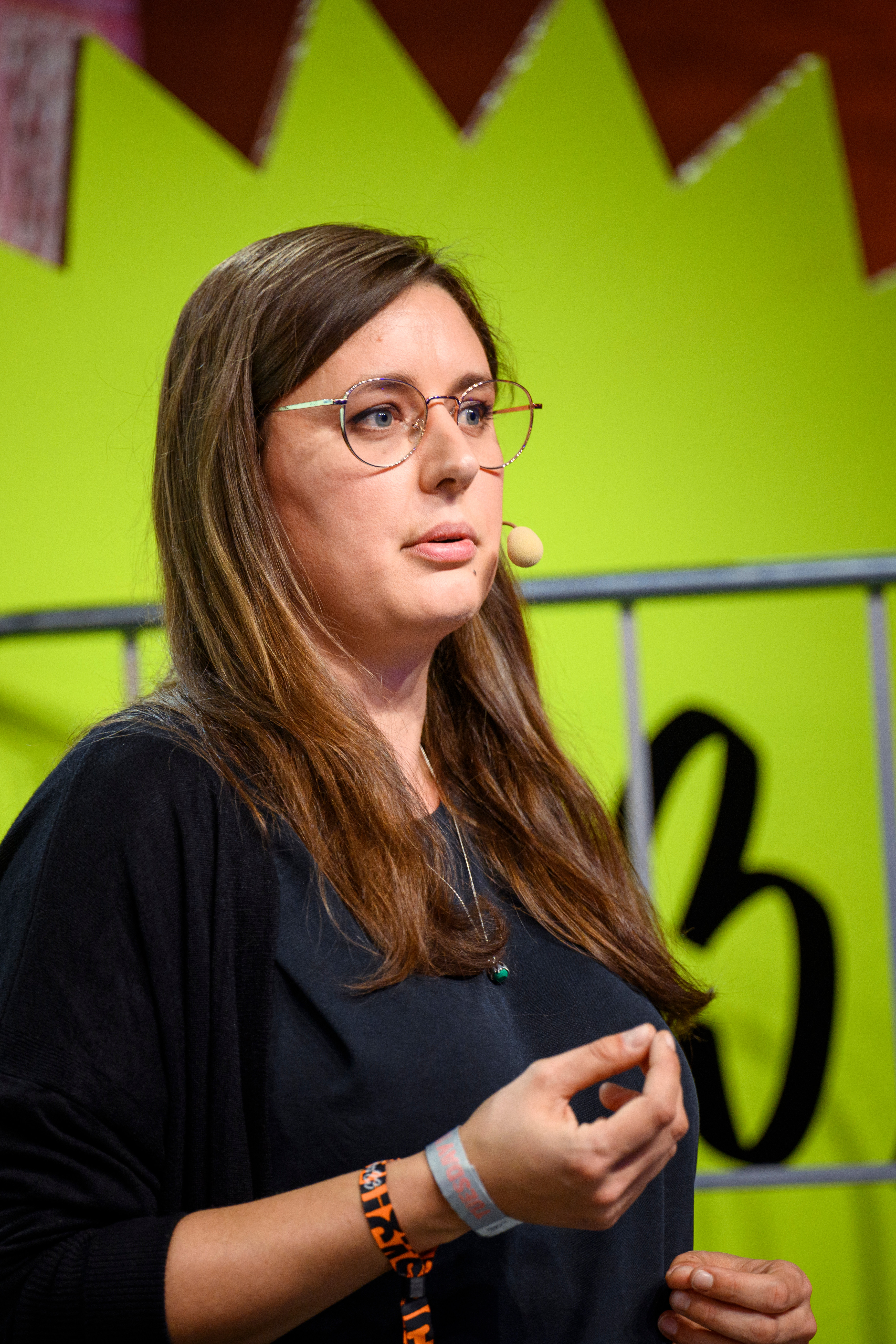
Katharina Nocun (* 1986)

### Nocz
- Noczynski, Fred (1939–2020), deutscher Regisseur und Drehbuchautor